# Орохена
Орохена (фр. Mont Orohena) — горная вершина, расположенная в южной части Тихого океана на острове Таити. Имея высоту 2241 м (7352 фут) над уровнем моря, является высочайшей точкой острова и всей Французской Полинезии.
Орохена является потухшим вулканом. Одной из достопримечательностей горы являются лавовые трубы — каналы, которые получаются при неравномерном остывании текущих со склонов вулкана глубоких лавовых потоков.
Восхождение на гору считается довольно сложным, особенно в тёмное время суток, так как вершина зачастую покрыта облаками.